# Colonia Rodolfo López de Nava
Colonia Rodolfo López de Nava är en ort i Mexiko.   Den ligger i kommunen Cuernavaca och delstaten Morelos, i den sydöstra delen av landet, 50 km söder om huvudstaden Mexico City. Colonia Rodolfo López de Nava ligger 1 733 meter över havet och antalet invånare är 489.
Terrängen runt Colonia Rodolfo López de Nava är kuperad åt sydväst, men åt nordost är den bergig. Terrängen runt Colonia Rodolfo López de Nava sluttar söderut. Runt Colonia Rodolfo López de Nava är det mycket tätbefolkat, med 1 463 invånare per kvadratkilometer. Närmaste större samhälle är Cuernavaca, 7,4 km sydväst om Colonia Rodolfo López de Nava. I omgivningarna runt Colonia Rodolfo López de Nava växer huvudsakligen savannskog.